# Prensa libre (programa de televisión)
Prensa libre fue un programa televisivo peruano, de corte político, y bajo la conducción de Rosa María Palacios por América Televisión.

## Desarrollo del programa
Prensa libre se estrenó en 2004. Este se caracterizó por el estilo propio que le impartió su conductora Rosa María Palacios y por el trabajo de sus reporteros, entre los que destacaba Isabel Rengifo. El programa hacía hincapié en el análisis jurídico de temas de actualidad y realidad nacional.
Su principal competidor por la cuota de pantalla era el programa Hoy con Hildebrandt, conducido por César Hildebrandt, de línea política diferente. Sus enfrentamiento rozaban entre ellos cuando Hildebrandt criticaba a Palacios por apoyar a Alberto Fujimori, mientras que Palacios a su vez acusaba a Hildebrandt de velasquista.
Luego de investigar el caso BTR, vinculado a los Petroaudios, el 27 de junio de 2011 fue el último programa de Prensa libre y Rosa María Palacios antes de su salida de América Televisión. Según El País, la salida estuvo relacionada con una censura editorial del canal. El exdirector del diario El Comercio, Alejandro Miró Quesado, admitió que se involucró cambiar el personal por parte de la directiva de la empresa.

## Premios y nominaciones
| Año  | Premio                       | Categoría                                                     | Resultado | Ref.   |
| ---- | ---------------------------- | ------------------------------------------------------------- | --------- | ------ |
| 2006 | Premios Luces de El Comercio | Programa periodístico                                         | Nominado  | [ 15 ] |
| 2006 | Premios Luces de El Comercio | Conducción de programa periodístico (por Rosa María Palacios) | Nominada  | [ 15 ] |
| 2007 | Premios Luces de El Comercio | Conducción de programa periodístico (por Rosa María Palacios) | Ganadora  | [ 16 ] |